# USS F-4 (SS-23)
Pour les autres navires du même nom, voir USS Skate.
L’USS F-4 (SS-23) est un sous-marin de Classe F de l'US Navy construit à partir de 1909 par Moran Brothers Company à Seattle est mise en service en 1913.

## Histoire

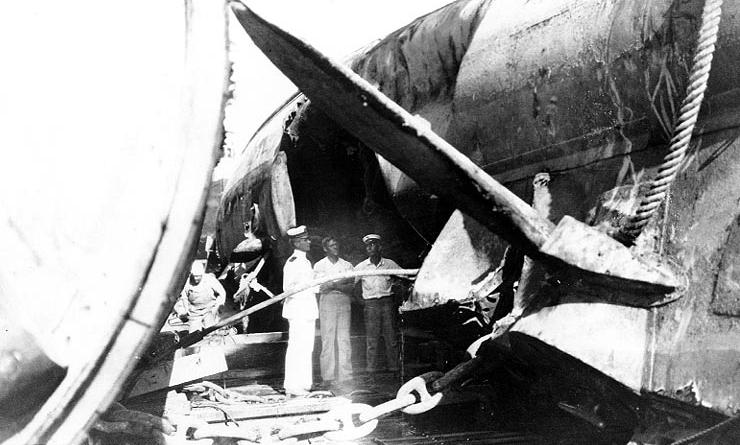
Inspection du F-4 après le renflouement en 1915.

L’USS F-4 (SS-23)  est nommé Skate lors de la pose de la quille par les chantiers Moran Brothers Company à  Seattle. Il est rebaptisé F-4 le 17 novembre 1911. Parrainé par Mme MF Backus, il est lancé le 6 janvier 1912. Son premier commandant lors de sa mise en service le 3 mai 1913 est le lieutenant K.H. Donavin.
Le sous-marin F-4 rejoint le premier groupe de sous-marins, Pacific Torpedo Flotilla, Le F-4 participe aux opérations de développement de ce groupe le long de la côte ouest, et à partir d’août 1914, dans les eaux d’Hawaï.
Au cours des manœuvres avec les sous-marins du groupe au large d’Honolulu à Hawaii, le 25 mars 1915, il coule à une profondeur de 306 pieds (93 m) et à 2,4 km du port. Malgré les efforts des autorités navales à Honolulu pour repérer le bateau et sauver son équipage, les 21 membres d’équipage ont péri. Le F-4 est le premier sous-marin de l'US Navy perdu en mer.
Coulé en eau peu profonde, les efforts des plongeurs pour descendre attacher les câbles au sous-marin et l’ingéniosité du directeur de la construction navale J.A. Furer, du contre-amiral C.B.T. Moore et du lieutenant C. Smith permettent de renflouer le navire le 29 août 1915. Lors de ces opérations, le plongeur de la marine George D. Stillson trouve la superstructure endommagée et la coque remplie d'eau. Seulement, quatre corps peuvent être identifiés, les 17 autres sont enterrés dans le cimetière national d'Arlington.
Le comité chargé d'étudier les causes de la catastrophe émet l'hypothèse que la corrosion du revêtement en plomb de la cuve de la batterie aurait entrainé l'infiltration d'eau de mer dans le compartiment batterie et causant ainsi  la perte du bâtiment lors de son immersion. D'autres hypothèses reposent sur un problème avec une soupape de Kingston dans le ballast avant du navire ou sur un problème avec les conduites d'air alimentant les ballasts.
Le sous-marin F-4 est radié du registre des navires de l'US Navy le 31 août 1915. En 1940, les restes de F-4 servent de remblai dans une tranchée de la base de sous-marins à Pearl Harbor.